# Basajaun
Basajauny (bask. Panowie Lasu) - w mitologii baskijskiej olbrzymy, duchy lasu o jednej stopie w kształcie koła, lubiące popisywać się olbrzymią siłą fizyczną.

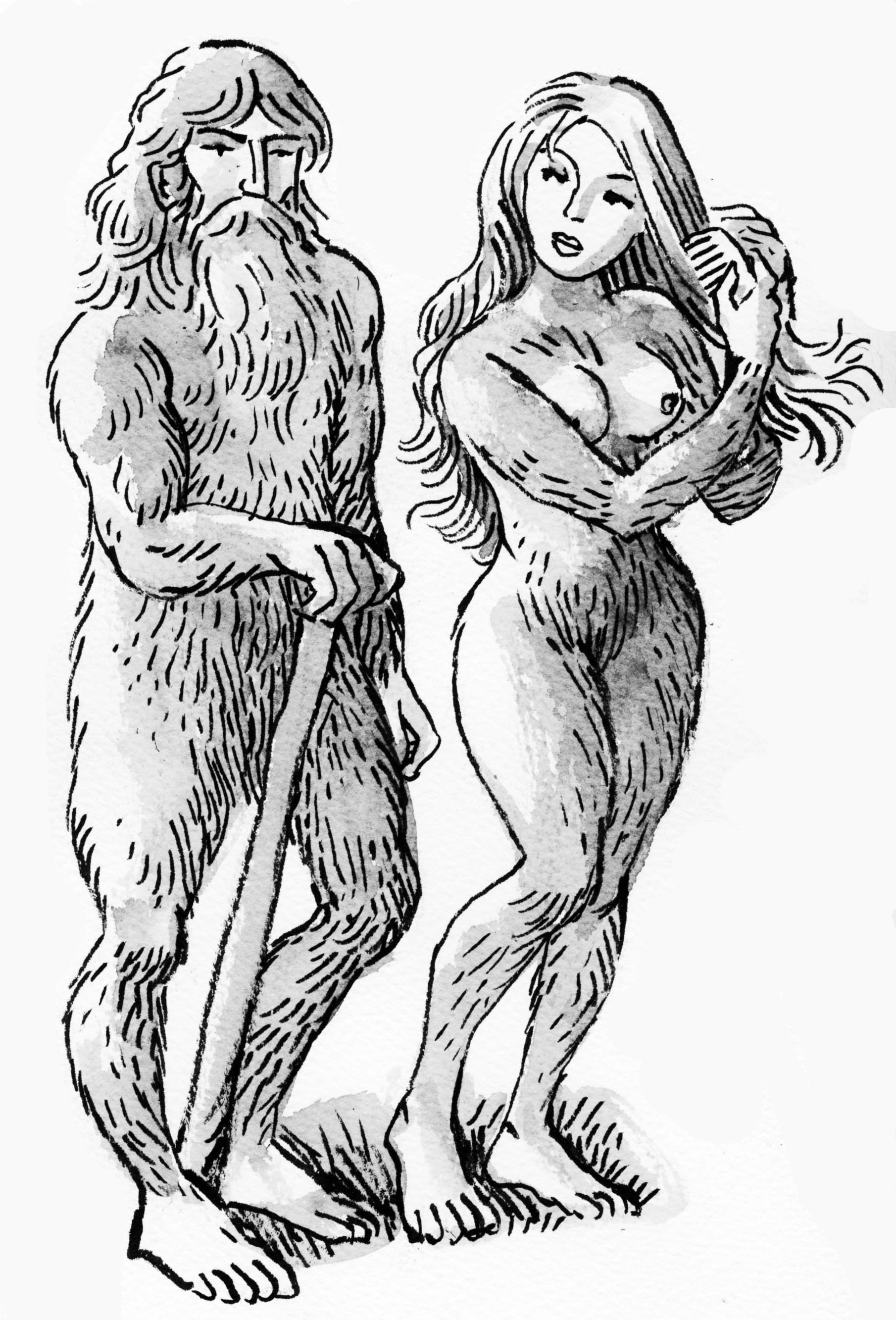
Basajaun i Basandere.

Baskowie nazywali basajaunami także żyjących w lesie pustelników. 